# هيتونفيل (ميزوري)
هيتونفيل (بالإنجليزية: Heatonville)‏ هي إحدى المجتمعات الفردية (غير مصنفة) في ولاية ميزوري في الولايات المتحدة الأمريكية.